# Vilcabamba (Peru)
Koordinaten: 12° 54′ 16,5″ S, 73° 12′ 9,9″ W

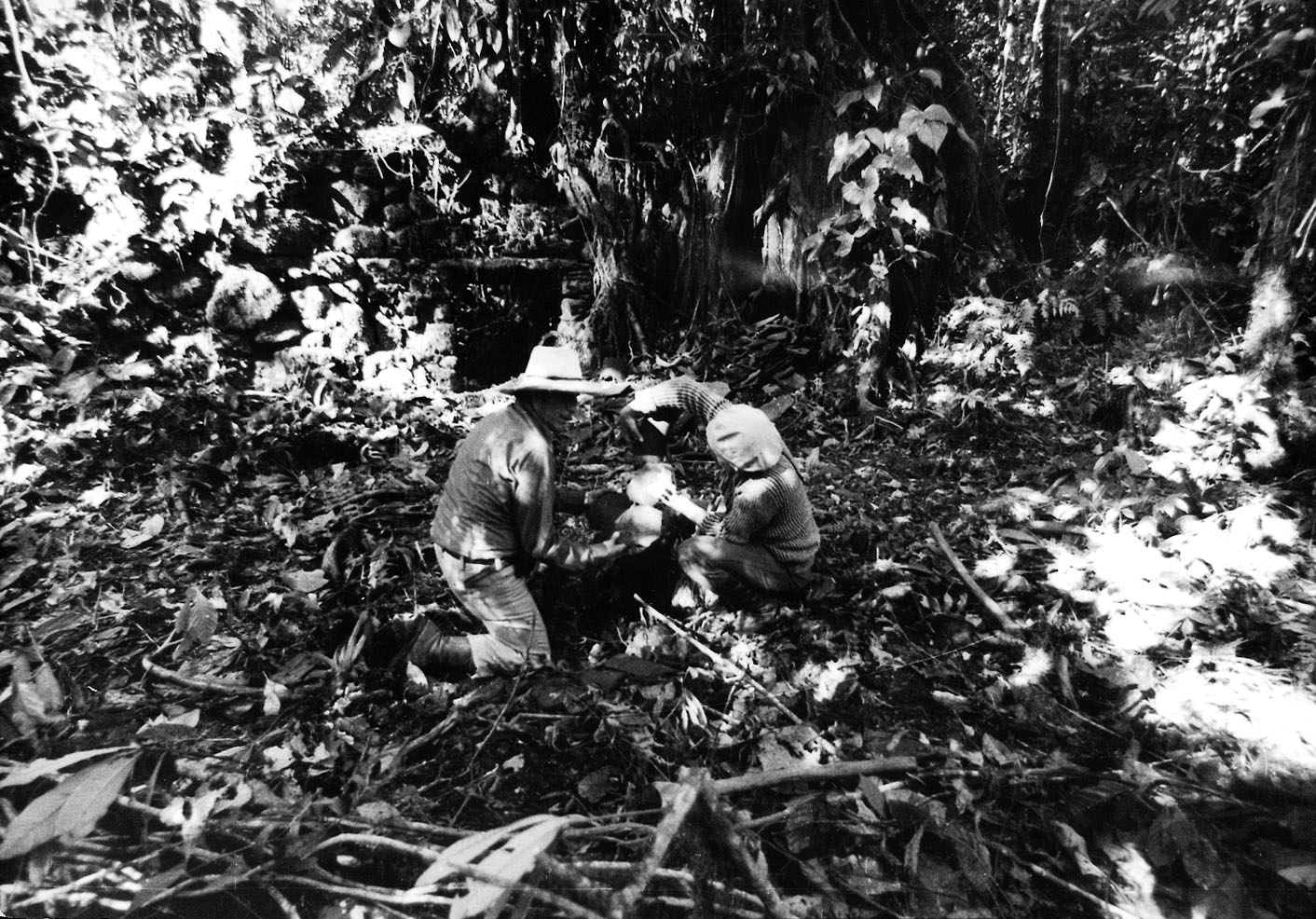
Edmundo Guillen und Elżbieta Dzikowska in den Ruinen von Vilcabamba, Foto von Tony Halik von 1976

Vilcabamba (Willkapampa, Quechua Wilka ‚heilig‘ und pampa ‚Ebene‘ = „heiliges Gebiet“) gilt als der letzte Rückzugsort der Inka in Peru, nachdem die Spanier ihr Reich erobert hatten. In diesem Gebiet, das von den Flüssen Río Vilcabamba und Río Cushireni durchflossen wird, befinden sich die Orte Vilcabamba la Vieja (Espíritu Pampa; auch: Vilcabamba viejo) und Vilcabamba la Nueva (San Francisco).
Heute existiert in diesem Bereich der Distrikt Vilcabamba als Verwaltungseinheit der Provinz La Convención in der Region Cusco.
Vilcabamba befindet sich zwischen den großen Flüssen Apurímac und Urubamba in etwa im Dreieck von Choquequirao (ca. 120 km westlich von Cusco), Chaullay/Santa Ana (ca. 20 km nordwestlich von Machu Picchu) und Espíritu Pampa (ca. 110 km westlich von Machu Picchu).

## Geschichte
Nachdem der von Francisco Pizarro eingesetzte Inka-Herrscher Manco Cápac II. sich 1536 gegen die Spanier gestellt hatte (siehe Belagerung von Cuzco) und sein Aufstand gescheitert war, floh er mit einigen tausend Anhängern nach Vilcabamba und leistete den europäischen Eindringlingen von dort aus weiter Widerstand. 1544, nach seiner Ermordung, folgten ihm nacheinander seine beiden Söhne Sayri Túpac und Titu Cusi Yupanqui und konnten durch geschickte Politik die Unabhängigkeit Vilcabambas bewahren. Der brüchige Frieden mit den Spaniern hielt, bis nach Titu Cusi Yupanquis Tod 1571 Túpac Amaru als Letzter die Inkawürde übernahm. Am 24. Juli 1572 eroberten die Spanier Vilcabamba la Vieja. Die Inka brannten dabei ihre Stadt ab. Túpac Amaru floh ins Tiefland, wurde aber von den Spaniern gefangen genommen und zwei Monate darauf auf Befehl des Vizekönigs in Cusco öffentlich enthauptet.
Ab dem 19. Jahrhundert wurde die verlorene Stadt zunächst erfolglos gesucht. In dem Gebiet gibt es zahlreiche Ruinen aus der Inka-Zeit. Vilcabamba ist in Teilen noch unerforscht, was teilweise auf die schwere Erreichbarkeit und auch auf den Terror des Sendero Luminoso (bis 1992) zurückzuführen ist. Entdeckt wurde es erst in den 1960er Jahren durch amerikanische Luftbildaufnahmen. Seither wurden immer wieder Neuentdeckungen vermeldet.

## Inkaruinen in dem Gebiet
- Vitcos: In der Nähe von Huancacalle. Mutmaßlicher Palast von Manco Capac II.
- Yurak Rumi oder (Ñusta Hisp'ana): Heiligtum, 1 km von Vitcos entfernt. Quechua für „der weiße Stein“, auch als Ñusta España oder Chuquipalta bekannt.
- Puncuyoc: Sehr gut erhaltenes Inka-Gebäude in sehenswerter Umgebung
- Choquequirao: Große Inka-Anlage mit sehr gut erhaltenen Gebäuden
- Corihuayrachina (ca. 5 km nördlich von Choquequirao): Über die Entdeckung am Berg Cerro Victoria durch eine von der National Geographic Society geförderte Expedition unter der Leitung von Peter Frost wurde im März 2002 berichtet.
- Cota Coca (ca. 2 km nordwestlich von Choquequirao): Über die Entdeckung durch eine Expedition unter der Leitung von Gary Ziegler und Hugh Thompson berichtete die Royal Geographical Society im Juni 2002.Major New Inca Site Discovered, 6. Juni 2002, abgerufen am 27. Juni 2020.